# Vester Åby Kirke
Vester Åby Kirke ligger i landsbyen Vester Åby ca. 10 km Ø for Faaborg (Region Syddanmark).

## Eksterne kilder og henvisninger
- Vester Åby Kirke på KortTilKirken.dk
- Vester Åby Kirke på danmarkskirker.natmus.dk (Danmarks Kirker, Nationalmuseet)